# Hajósi-homokpuszta
Hajósi-homokpuszta este o arie protejată (arie specială de conservare — SAC, sit de importanță comunitară — SCI) din Ungaria întinsă pe o suprafață de 463,31 ha, integral pe uscat.

## Localizare
Centrul sitului Hajósi-homokpuszta este situat la coordonatele 46°19′37″N 19°09′58″E / 46.326944°N 19.166111°E.

## Înființare
Situl Hajósi-homokpuszta a fost declarat sit de importanță comunitară în mai 2004 pentru a proteja 2 specii de plante și 2 specii de animale. Situl a fost protejat și ca arie specială de conservare în februarie 2010.

## Biodiversitate
Situată în ecoregiunea panonică, aria protejată conține 1 habitat natural: Stepe panonice nisipoase.
La baza desemnării sitului se află mai multe specii protejate:
- plante (2): Colchicum arenarium, Iris humilis subsp. arenaria
- mamifere (1): popândău (Spermophilus citellus)
- nevertebrate (1): Carabus hungaricus

Pe lângă speciile protejate, pe teritoriul sitului au mai fost identificate 22 de specii de plante, 2 specii de reptile.